# Willie Bobo

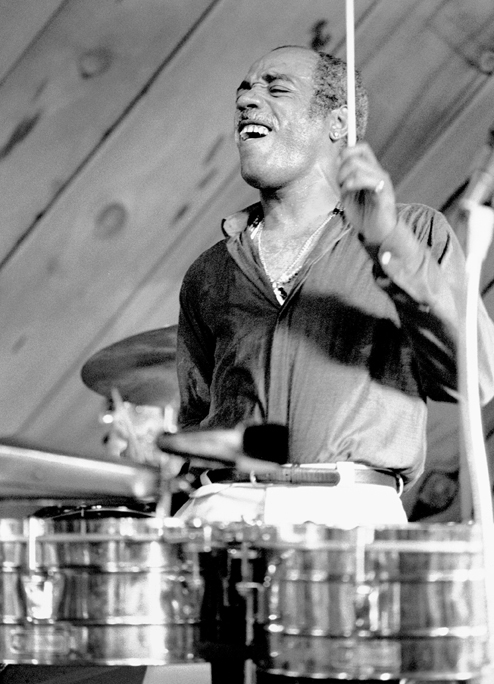
Willie Bobo im September 1979 in Half Moon Bay, CA.

William „Bobo“ Correa (* 28. Februar 1934 in New York City; † 15. September 1983 in Los Angeles) war ein US-amerikanischer Jazz-Perkussionist. Er gilt als Pionier des Boogaloo und bedeutender Vertreter des Latin Jazz der 1960er Jahre. Er spielte mit Tito Puente, Herbie Hancock, Chico Hamilton, Herbie Mann, Mongo Santamaría, Carlos Santana und Cal Tjader. Bekannt ist er für die Titel Spanish Grease, Evil Ways und Fried Neck Bones and Some Home Fries. Seine Beats wurden sehr oft im Hip-Hop gesampelt.

## Werdegang

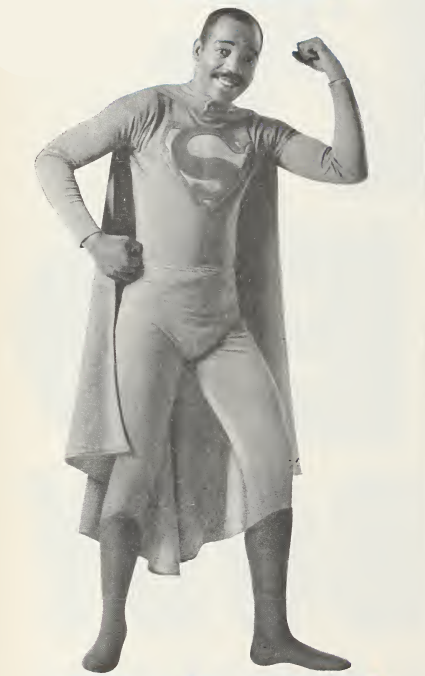
Foto für Bobos Single Sunshine Superman (1966)

William Correa war ein Nuyorican, ein in New York geborener Sohn puerto-ricanischer Eltern. Bobo erhielt seine Ausbildung an der Conga und an den Timbales bei Mongo Santamaría und Armando Peraza. Bobo begann seine professionelle Laufbahn in den frühen 1950er Jahren als Bandmitglied bei Machito. Peraza machte ihn mit George Shearing bekannt, auf dessen Album The Shearing Spell er spielte. Daneben wirkte er mit verschiedenen Musikern, u. a. auch Stan Getz und Gabor Szabo, als Studiomusiker zusammen und trat als Sideman von Dizzy Gillespie, Sonny Stitt, George Shearing, Herbie Hancock und Herbie Mann auf.
1960 nahm er mit seinem ehemaligen Lehrer Santamaria das Album Sabroso! auf. Sein Durchbruch kam 1965, als er an Cal Tjaders erfolgreichem Latin-Jazz-Album Soul Sauce mitwirkte. Er bekam einen Vertrag beim Plattenlabel Verve, wo als erstes einer Reihe von Alben Spanish Grease erschien. Arrangiert wurde Spanish Grease ebenso wie das Folgealbum Uno Dos Tres 1•2•3 vom Trompeter Melvin Lastie.
In den späteren 1960er Jahren siedelte er nach Los Angeles über, wo er 1966 seine eigene Band gründete (zeitweise mit Esteban Jordan) und mit Musikern wie Carlos Santana arbeitete. Für Bill Cosby trat er vom September bis November 1976 in dessen Sketch-Show Cos (7 Episoden) auf.
William „Bobo“ Correa starb am 15. September 1983 im Alter von 49 Jahren an den Folgen einer Krebserkrankung.

## Familie
Sein Sohn Eric „Bobo“ Correa spielte zeitweise für die Beastie Boys und ist seit 1994 Perkussionist der Hip-Hop-Gruppe Cypress Hill. Zusammen mit weiteren Familienmitgliedern brachte Eric Bobo das postume Album Lost & Found heraus, das aus zuvor unveröffentlichten Tonaufnahmen seines Vaters besteht.

## Rezeption
Bobos größter Hit Spanish Grease (1965), den er zusammen mit dem Trompeter Melvin Lastie komponiert und eingespielt hatte, diente der englischen Sängerin Kirsty MacColl als Sample-Vorlage für ihren Song In These Shoes (2000). Der Titel erreichte im März 2000 lediglich Platz 81 der UK-Single-Charts, entwickelte sich aber zu einem Longseller, der oft in Spielfilmen Verwendung fand. Bette Midler veröffentlichte im April 2001 ihre Version von In These Shoes.

## Diskografie (Auswahl)

### Bandleader
- Do That Thing/Guajira (Tico, 1963)
- Bobo’s Beat (Roulette, 1964)
- Let’s Go Bobo! (Roulette, 1964)
- Spanish Grease (Verve, 1965)
- Uno, Dos, Tres 1•2•3 (Verve, 1966)
- Feelin’ So Good (Verve, 1966)
- Juicy (Verve, 1967)
- Bobo Motion (Verve, 1967)
- Spanish Blues Band, Verve, 1967
- A New Dimension, Verve, 1968
- Evil Ways, Verve 1968
- Do What You Want to Do, Tomorrow Is Here, Blue Note, 1977
- Hell of an Act to Follow (Columbia, 1978)
- Bobo (Columbia, 1979)

postum
- Lost & Found (Concord Picante, 2006)
- Dig My Feeling (Nacional Records, 2016)

### Sideman
mit Tito Puente
- 1956: Cuban Carnival (RCA Victor)

mit Mongo Santamaría
- 1960: ¡Sabroso! (Fantasy)

mit Don Wilkerson
- 1962: Elder Don (Blue Note)

mit Grant Green
- 1962: The Latin Bit (Blue Note, 1963)

mit Herbie Hancock
- 1963: Inventions and Dimensions (Blue Note, 1964)

mit Wes Montgomery
- 1964: Movin' Wes (Verve)

mit Cal Tjader
- 1964: Soul Sauce (Verve, 1965)

mit Nat Adderley
- 1965: Autobiography (Atlantic)

mit Clark Terry
- 1966: Mumbles (Mainstream)

mit Buddy Miles
- 1973: Chapter VII (Columbia)

mit Benny Golson
- 1977: Killer Joe (Columbia)

## Filmografie
- Cos, Comedy-Show, Gastgeber: Bill Cosby, Musikalischer Direktor: Willie Bobo, USA 1976.
- Willie Bobo: King Conga. As Seen on TV, Ad Lib Series 1980, USA 2011.